# مارش‌فیلد هیلز (ماساچوست)
مارش‌فیلد هیلز (به انگلیسی: Marshfield Hills) یک منطقهٔ مسکونی در ایالات متحده آمریکا است که در شهرستان پلیموث، ماساچوست واقع شده‌است. مارش‌فیلد هیلز ۱۲٫۷ کیلومتر مربع مساحت و ۲٬۳۵۶ نفر جمعیت دارد و ۳۹ متر بالاتر از سطح دریا واقع شده‌است.